# بوم‌شناسی معنوی
بوم‌شناسی معنوی Spiritual ecology یک رشته نوپدید در دین، حفاظت، و دانشگاه است که تشخیص می‌دهد همه مسائل مربوط به حفاظت ، محیط زیست و نیکداری از زمین جنبه معنوی دارد. طرفداران بوم‌شناسی معنوی بر نیاز به کار حفاظتی معاصر که شامل عناصر معنوی باشد و دین و معنویت معاصر شامل آگاهی و مشارکت در مسائل زیست‌محیطی باشد، تاکید می‌کنند.

## همچنین ببینید
- بوم‌شناسی فرهنگی
- بوم‌شناسی ژرف‌نگر
- بوم‌روان‌شناسی
- بوم‌فمینیسم
- زنده‌انگاری